# Herkulesfürdői emlék (zenemű)
A Herkulesfürdői emlék (Erinnerung an Herkulesbad) hangversenykeringő, ill. dalkeringő, amelyet Pazeller Jakab komponált, szövegét Zerkovitz Béla írta. (A későbbi szövegkiegészítés Z. Horváth Gyula munkája.)
Eredetileg szalonzenekarra, illetve katonazenekarra írt mű, amelyet Herkulesfürdő szabadtéri zenepavilonjának és kaszinóinak pódiumára komponált a szerző. Innen indult el a világhír felé. Átírták szimfonikus zenekari előadásra is, Ifj. Johann Strauss Kék Duna keringőjének mintájára. Ezzel a mű bevonult a nemzetközi hangversenypódiumokra is.
Az 1903-ban komponált keringő 7 rövid dallamtételből áll, melyek közül az 1. megismétlődik 7. dallamtételként, mintegy keretbe foglalva a mű szerkezetét. A dallamok annyira népszerűek lettek, hogy röviddel a megszületése után Zerkovitz Béla (1910 körül) magyar szöveget írt a 2–3–4–5–6. dallamtételekre „Nézz a szemembe” kezdősorral. A keringő 1. és 7. dallamtételét a kor ízlésének megfelelően szöveg nélküli zenének, mintegy „bevezető-”, illetve „utózenének” hagyta meg. Ezzel megszületett a zenekari mű dalkeringő változata is.
1945 után a nagyzenekari változatot olykor előadták, de a dalkeringő változat sokáig hallgatásra lett ítélve. A közel 50 évig tiltólistán szereplő mű 1990-ben Pere János dalénekes-előadóművész nagylemezén, illetve CD-jén szólalt meg újra. Ekkor a Zerkovitz Béla által szöveg nélkül hagyott dallamtételekre – az előadóművész kérésére – Z. Horváth Gyula szövegíró kiegészítő sorokat írt „Nyár volt és csodásan szép...” kezdősorral.